# José María Velasco Ibarra
José María Velasco Ibarra (Quito, 19 de março de 1893 — Quito, 30 de março de 1979) foi um político do Equador. Foi presidente do Equador por eleição popular em cinco ocasiões e Chefe Supremo por duas vezes.

## Biografia
Formado nas Universidades de Quito e Paris, foi considerado um dos maiores oradores de seu país, além de ser indicado como o responsável direto da eliminação dos fortes vestígios da economia colonial ainda predominantes no início do século XX.
Foi a figura dominante do cenário político equatoriano durante quatro décadas. Sua popularidade o levou à presidência da República em cinco ocasiões, mas somente conseguiu concluir um único mandato.
Nos outros quatro foi derrubado por revoltas sociais, golpes militares e conspirações de seus ex-aliados políticos. Desta forma, Velasco Ibarra é o retrato da persistente instabilidade política de seu país.
Foi eleito pela primeira vez em 1934 no meio da crise econômica mundial graças ao apoio de setores conservadores. Mas, pouco depois afastou-se destes e tentou aplicar um plano de reforma agrária com a divisão das grandes fazendas.
Diante da resistência dos fazendeiros, assumiu poderes totais e reprimiu a oposição. Foi derrubado em 1935 por um golpe militar. Novamente eleito em 1944, após os conflitos fronteiriços com o Peru, foi derrubado pelos militares em 1947.
Ao voltar do exílio, em 1952, foi eleito presidente. Este terceiro mandato foi o único que completou, em 1956, basicamente graças ao boom da produção de bananas, que trouxe ampla prosperidade.
Com um governo completamente comunista, meio unido ao populista, foi mais uma vez, em setembro de 1960, eleito novamente. Mas, só durou dois meses e uma semana no cargo, pois foi destituído pelo Parlamento.
Foi eleito e empossado por última vez em 1968. Influenciado pela revolução cubana, manifestou sua intenção de “esmagar a oligarquia”. Cinco meses antes de terminar o mandato, em 1972, foi derrubado pelos militares no golpe denominado de “El Carnavalazo”, por transcorrer durante a terça-feira de Carnaval.
Em 1977, dois anos antes de morrer, seus aliados o procuraram em Buenos Aires para que retornasse do exílio e comandasse o “sexto velasquismo”. Velasco Ibarra, aos 84 anos, declinou: “renuncio à essa vaidade...”.